# Ghiobești
Ghiobești – wieś w Rumunii, w okręgu Vâlcea, w gminie Stoilești. W 2011 roku liczyła 194 mieszkańców.